# Mouse gesture
In informatica, le mouse gesture o semplicemente gesture sono una combinazione di movimenti e click del Dispositivo di puntamento (di solito il mouse) che vengono riconosciuti dal software come comandi specifici. Questo metodo permette di semplificare il richiamo delle funzioni più comuni e di facilitare l'utilizzo del computer a persone con difficoltà di accesso o digitazione sulla tastiera.

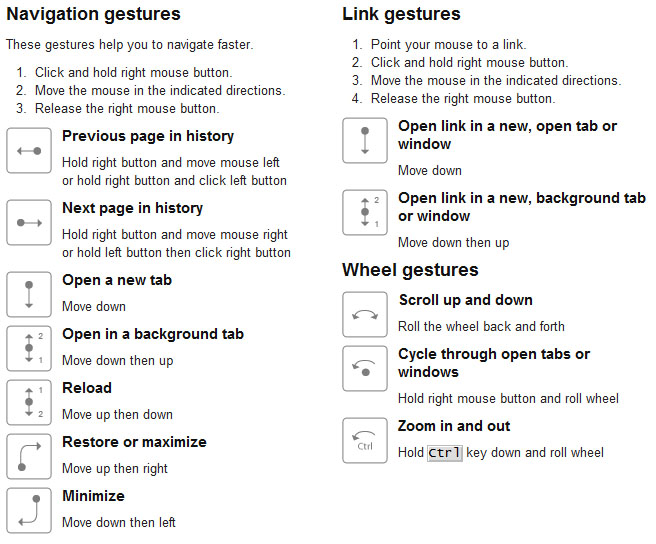
Elenco delle mouse gesture disponibili per il browser Opera

## Storia
Il primo mouse gesture è stato il drag and drop (in italiano trascina e rilascia), introdotto dalla Apple per sostituire il "move button" presente sui mouse per i computer Macintosh e Lisa. Diversamente dalla maggior parte delle mouse gesture, il drag and drop non richiede che venga tracciata una particolare forma.

## Uso corrente
Tuttora la maggior parte dei software prevedono come unica mouse gesture il drag and drop, la principale eccezione è rappresentata dai web browser, che sin dal 2001 con Opera hanno introdotto una serie di gesture (di solito invocate tenendo premuto il tasto destro del mouse) che permettono il controllo sulle principali operazioni di navigazione come ad esempio il refresh della pagina, la chiusura di un tab, il caricamento della pagina precedente o successiva presente nella cronologia.
Sono in commercio tool che permettono il supporto alle gesture in qualsiasi applicazione Windows. KDE ha introdotto il supporto per le gesture sin dalla versione 3.2